# ギャロップ (ガンダムシリーズ)
- 機動戦士ガンダム > ジオン公国の艦船およびその他の兵器 > ギャロップ (ガンダムシリーズ)
- ∀ガンダム > ガンダムシリーズの登場艦船およびその他の兵器一覧 > ギャロップ (ガンダムシリーズ)

ギャロップは、アニメ『機動戦士ガンダム』および『∀ガンダム』に登場する架空の兵器。ジオン公国軍のランバ・ラル隊が使用していた陸戦艇である。ギャロップとは馬術で、馬が1歩ごとに足4本全部を地上から離して走る最も速い走法「襲歩（しゅうほ）」を意味する。

## 機体概要
機体下のホバークラフトと左右の強力な外装ポッド式ジェットエンジンにより、巨体さに似合わぬスピードで砂漠を駆け回る高速陸戦艇である。
ポッド内のエンジンは4基であるが、劇中でガンダムに破壊された後は予備エンジンの補給が間に合わず、やむなく双発に半減装備を強いられていたものの、問題はなかった模様である。艦体後部には補助エンジン噴射口が4つ。艦首には制動用の噴射口らしきものが2つ確認できるため、エンジンポッドなしでも航行は可能である。
箱状の艦体前方にはモビルスーツ (MS) が発進可能なハッチがあり、格納庫に直結している。MS搭載機数は3機程度だが、格納庫内ではザクやグフなどの整備も可能で、小規模部隊の移動基地として充分な機能を持っている。艦体前面に航行ブリッジがあり、非戦闘時の移動はここで管制されるが、戦闘時には航行ブリッジから左右の戦闘ブリッジにスタッフは移動して指揮を執る。この戦闘ブリッジは脱出艇も兼ねており、射出後は短時間の飛行が可能である。そのほか、甲板上部には2本のロッドアンテナと全周を見渡せる監視塔があり、そのバブルキャノピーからは弾着観測や索敵が行える。
武装は航行ブリッジの両側に対地・対空兼用の連装大型機関砲が各1基。後部には主砲として実体弾式の大型連装砲塔を搭載している。主砲は地上目標に対する長距離援護用だが、劇中では対空にも使っていた。なお、監視塔とエンジンポッドに挟まれている関係上、自艦を撃ち抜かないために砲塔射界は後方の左右30度程度に制限される。ただし、仰角を掛けての曲射（間接照準射撃）や対空射についてはその限りではない。
上記のほか、艦尾に物資運搬およびキャンピングトレーラーとして使用できるカーゴ（後述）を牽引する連結器が装備されており、これによる長期間の作戦活動が可能である。戦闘時にはカーゴを牽引することはない。
搭載機は劇中ではザク、グフ、キュイ。機動性は高く、劇中ではクレバスを跳躍して対岸へ飛ぶなどの離れ業も見せている。反面、ビームジャベリン1本で簡単に撃破されるほど装甲や防御力は貧弱で、前方へ指向不能な主砲射界からも確認できるが、本来は前線での直接戦闘は考慮されてはいない。陸上戦艦というより、あくまで砲撃を含めた後方支援向きの艦である。

### カーゴ
被牽引型のキャンピングトレーラー。ドームのような形状をしており、ホバークラフトによる浮上能力を持っている。しかし、推進力を得る機構を持っていないため、自走能力はない。ギャロップと同色で塗装されている。内部については、劇中で描かれることがなかったため、不明である。出入り口には天幕を張ることができる。
第16話から第21話まで登場し、ランバ・ラル隊のギャロップによって牽引されるシーンがある。ランバ・ラルを失って敵討ちに燃えるクラウレ・ハモンらにより、ストックのあったギャロップの予備エンジンを取り付けて自走可能に改造され、上部をフラットに改修してマゼラアタックの砲塔部を3機搭載する。第21話では、大量の爆弾を詰め込んでホワイトベースに突撃させる作戦が敢行されるが失敗し、リュウ・ホセイの特攻によってハモンも戦死している。

## 劇中での活躍

### 宇宙世紀
テレビアニメ『機動戦士ガンダム』では、第16話から第20話まで登場する（カーゴは第21話にも登場する）。ランバ・ラル隊の移動基地として使われており、地上追跡用にザンジバルから乗り換えたということになっている。その機動力と火力でグフや配下のMSを援護し、ホワイトベース隊を翻弄したが、第20話で撃破された。
漫画『機動戦士ガンダム THE ORIGIN』では、ハモンの特攻時にはカーゴでなくギャロップに爆薬を満載してホワイトベースに向かわせた。同作品の「ルウム編」では、ルウム戦役後に地上の残敵掃討作戦の指揮官となったガルマ・ザビが、移動司令所として使用している。また、このコロニー内の戦闘で使用されたギャロップには、左右のエンジンポッドがない。

### 正暦
『∀ガンダム』では、黒歴史の遺産としてルジャーナ・ミリシャやイングレッサ・ミリシャによって発掘され、これらの組織によって同様に運用されている。同作品には、それまでのガンダムシリーズに登場した兵器が「黒歴史の遺産」として一部設定を変更していくつか登場するが、ギャロップもこれらの他の兵器と同様に、大きさがカプル1機が座ると前部ハッチがふさがる程度に小さくなっている。また、両舷ポッド内のエンジンも4発から3発に減少している。さらに、核攻撃を確認すると自動的に艦橋部のシャッターが閉じることが劇中で判明している。
その後、ルジャーナ・ミリシャによって解析されて改修された迷彩塗装のギャロップのレプリカが数機登場し、最終決戦に参加している。原型機との大きな差異は、多連装ロケット砲が装備されていることと塗装が迷彩仕様になっていること。また、細部の差異はかなり多い。当初は発掘された1機のみであったが、ギンガナム隊との最終決戦では複数の機体が発掘もしくは生産されたことがうかがえ、戦闘に参加している。
なお、この作品では黒歴史から本来の名前を知っていたディアナが、同様の名前を提案して命名された。
主な艦長は、ロラン・セアック、リリ・ボルジャーノ。